# Río Tensift
El río Tensift, también uadi [oued] Tensift (en árabe,  تانسيفت), es un río de Marruecos occidental, que nace en el Alto Atlas y  desemboca en el océano  Atlántico, entre Safi y Essaouira.
Cruza la llanura de Haouz, cerca de Marrakech y recibe numerosos afluentes, especialmente en su margen izquierda,  el uadi Ourika, el uadi  Chichaoua  y el Nfiss. Después de un curso de 250 km, desemboca en el océano  Atlántico, a 33 km al sur de Safí cerca de Souira Kedima. Su caudal es muy irregular, casi seco  en verano, de ahí el nombre que se le da, uadi.